# Џорџ Гордон Бајрон
Џорџ Гордон Бајрон (Лондон, 22. јануар 1788 — Мисолонги, 19. април 1824), познат као Лорд Бајрон, био је енглески племић, песник, политичар и и водећа личност у романтизму. Сматра се једним од највећих британских песника и остаје широко читан и утицајан. Међу његовим најпознатијим делима налазе се дугачке наративне песме Дон Жуан и Ходочашће Чајлд Харолда, као и кратка лирска песма Она хода у лепоти.
Путовао је широм Европе, посебно у Италији, где је живио седам година у Венецији, Равени и Пизи. Током боравка у Италији често је посећивао свог пријатеља и колегу, песника Персија Биша Шелија. Касније у животу Бајрон се придружио грчком рату за стицање независности од Османског царства, због чега га Грци сматрају националним херојем и филохеленистом. Умро је 1824. године у Мисолонгију у својој 36. години живота због грознице.
Бајрон је славио и критиковао свој живот због својих аристократских неумерености, које су укључивале огромне дугове, бројне љубавне сукобе са мушкарцима и женама, као и гласине о скандалозној вези са његовом полусестром. Његово једино законито дете, Ејда Лавлејс, сматра се првим компјутерским програмером заснованим на њеним белешкама за аналитички мотор Чарлса Бебиџа. Бајронова незаконита деца укључују Алегру Бајрон, која је умрла у детињству, а можда и Елизабету Медору Леи.

## Биографија
Етел Колберн Мејн изјављује да је Џорџ Гордон Бајрон рођен 22. јануара 1788. године у кући број 24 у улици Holles Street у Лондону. Његово место рођења сада је заузето огранком енглеске робне куће Џон Луис. Међутим, Роберт Чарлс Далас у својим сећањима наводи да је Бајрон рођен у Доверу.
Бајрон је био син капетана Џона Лудог Џека Бајрона и његове друге супруге Кетрин Гордон (1811), из Гита, (Gight) Шкотска. Бајронов деда по оцу је био вицеадмирал Џон Бајрон, а баба Софија Треванион. Бајронов отац је претходно завео удату Кармартену и након што се развела од свог супруга, оженио се њом. Његов поступак према њој описан је као „бруталан и опак”, а умрла је након што је родила две кћерке, од којих је само једна преживела: Бајронова полу-сестра Аугуста.
Рођен је у сиромашној племићкој породици. Отац му је рано умро, па се о њему старала мајка. Рано је остао хром, па је због те физичке мане много патио, али му то није сметало буде одличан пливач, боксер и јахач. Поседовао је изузетну лепоту, због чега је био врло вољен од жена. Када је имао десет година, наследио је замак, имање и титулу лорда, што му је омогућило да постане члан Дома лордова, те је окупљао весела друштва и приређивао баханалије. Врло је био слободан у испољавању идеја, по природи бунтован и неприлагодљив, са презиром се односио према конзервативном друштву, лажном моралу и правилима живота која су гушила и понашање, и осећања, и мисао.
Бајронов живот је био аристократски. Аристократе у 19. веку у Енглеској имале су много привилегија али и препрека. Бајрон није хтео да се понаша као енглески лорд, и зато је себе претворио у изопштеника. Већ у раној младости, када су школски тутори успевали да га приволе тек да чита лектиру, и кад се тек зачињао његов љубавни живот, Бајрон је већ имао статус великог љубавника „који на својој и туђој патњи изнова започиње зидање пешчаних кула”.
На Кембриџу, где као млади аристократа није имао праве потребе да учи, Бајрон се занимао читањем и либерално политичким идејама. Остало време проводио је у Лондону, на забавама, поприлично раскалашним и чији је био идејни предводник. За те забаве имао је оно што је било потребно – „необуздану индивидуалност и често нападан стил понашања и живљења”. Био је леп, згодан – и хром – лутка високог друштва. Његова рана поезија изазвала је слаб одјек. У часовима доколице 1807. Бајрон је изјављивао како му је крајњи циљ и није да буде песник, већ да се посвети ширем јавном и политичком деловању.
Бајрон је на апсолвентском путовању по Медитерану провео пуне две године – од 1809-1811, и управо на том „великом путовању”, он је стекао неопходна искуства потребна да буде песник. Међу најважнијим искуствима стоји осећање светског бола - Велтшмерц. То је посебна врста романтичарске нејасне и неизлечиве туге, и осећања да је овај свет најгори од свих могућих светова, који ће Бајрон донекле интегрисати у своје песништво.
Већ у првом одговору на негативне критике, Бајрон је показао да он не нуди „нову поезију за ново добро” већ да жели да дегенерисаној садашњости понуди лепшу прошлост – Бајрон је био привржен класицистичким правилима и нормама више но иједан други романтичар.
Прилику да и сам одигра улогу бајроновског јунака, пошто га је уобличио својим „Ходочашћем Чајлда Харолда” и низом „источњачких прича” у стиху, Бајрон добија 1816. када га због греха блуда (афере са својом сестром Аугустом) околина напада. Лишен позе, а присиљен да живи њену стварност, Бајрон почиње да изражава свој најважнији став – да је само стварање пут из искрене трагике и бесмислености људског живота. Зато на почетку трећег певања Харолда, Бајрон пореди свој пад са Наполеоновим падом описујући, симболички, Ватерло.
Како није могао да издржи изругивање светине, и детронизацију коју је у Енглеској доживео, песник је отишао у ново лутање - самопрогнанство, на коме је прикупио материјал за дела која је писао.
Његово прво одлично дело јесте "Шијонски сужањ*, написан у Швајцарској, након сусрета са Шелијем. Основна порука о робу који се ослобађа из тамнице је у томе да сви идеали, па и слобода, губе вредност када се остваре. Ту истину открива и Чајлд Харолд у другој половини спева. За читаву животну трагедију искуснији, јунак који је до малопре лутао обалама Медитерана, и најмањи спољашњи повод у пределима које налази користи за самопреиспитивање, повод за размишљање о великој тајни живота, и још већој тајни уметничког стварања.
Продукт овакве уметничке самосвести је Дон Жуан. Бајрон сад већ живи у Венецији и још презире све што је енглеско – до те мере да мења своју садржину под утиском италијанског духа и књижевне традиције, а из метрике узима октава риму – течну и изузетно погодну за песничко приповедање.
У неку руку, кроз Дон Жуана који и није Бајроновски јунак, песник покушава да се разрачуна са својим „другим ја” из раних прича у стиху, песама, и спева Чајлд Харолд. Око 16000 хиљада стихова имао је Дон Жуан 1824, када је Бајрон умро, од маларије, разочаран у своје покушаје да помогне Грчкој да победи у ратовима против Турака, и стане на ноге.
Дон Жуан, у незавршеном виду у коме га данас читамо писан је шест година. Умногоме, грађен је као први прави производ Бајрона, још увек романтичарски личан, пошто је реч о аутоиронији (саморугању), али подоста шири и обухватнији од претходних Бајронових песничких подухвата.
Бајрон се сматра првом славном личношћу у модерном смислу. То је била делом и песникова стратегија, када је нагонио сликаре да га приказују као човека од акције, или када се путем својих стихова саморекламирао.

## Поетика
Лорд Гордон био је најстарији у такозваном другом кругу енглеских романтичара, и један је од најзаслужнијих за стварање мита о романтичарима због својих стихова који говоре о сети, егзилу и чежњи.
Сви представници другог круга романтичара (Бајрон, Шели, Китс) су рано и трагично страдали песници чије стваралаштво и живот доприносе стварању романтичног стереотипа, а то је – побуна против друштва, патња и туговање и експериментисање са халуциногеним дрогама.
За дела Бајрона индикативан је један посебан тип јунака, чији се велики део карактеристика може приписати самом писцу. Проучаваоци су пронашли трагове бајроновског јунака у Џону Милтону и многим ствараоцима Романтичког покрета. То је идеализован карактер чији су атрибути таленат, страст, презир према друштву и његови институцијама, недостатак поштовања према рангу и привилегијама (иако их јунак поседује), гајење љубави коју је срушило друштвено неодобравање или смрт, побуна, прогнанство, тајна прошлост, ароганција, претерано самопоуздање или недостатак дубљег увида и на крају, самодеструктивност.
Величина Бајронове поезије је у томе што је променила књижевна схватања Европе. Бајроновски јунак је пуно обрађиван, и емоционална тежина коју ствара је наравно неизмерива. Бајронов идеализам, његов «светски бол», и његова, најблиставија од свих бајронских судбина, учинили су га једном од највећих фигура романтизма. Романтизам, као реакција на страховладу разума, реда и поретка, са Бајроном је добио нови правац.
Бројне борбе за независност (Француска, Грчка, Америка, Шпанија) створиле су и конкретне социјалне теме романтизма, о недопустивости бестидног богатства, о бесмислености рата и о краху тиранија. Песнички фокус је на малом јунаку, обичном човеку.